# Pasca
Pasca est une municipalité située dans le département de Cundinamarca, en Colombie. La ville possède un musée archéologique renommé.